# Oberauer Tunnel
Nach einem Eisenbahntunnel der Tollwitz-Dürrenberger Eisenbahn war der Oberauer Tunnel der zweite Eisenbahntunnel Deutschlands, aber der erste Tunnel einer Vollbahn auf dem europäischen Festland überhaupt. Er wurde zwischen 1837 und 1839 an der Bahnstrecke Leipzig–Dresden von Freiberger Bergleuten gebohrt und 1933/1934 aufgeschlitzt. Heute erinnert nur noch ein Obelisk an diesen Meilenstein deutscher Eisenbahngeschichte.

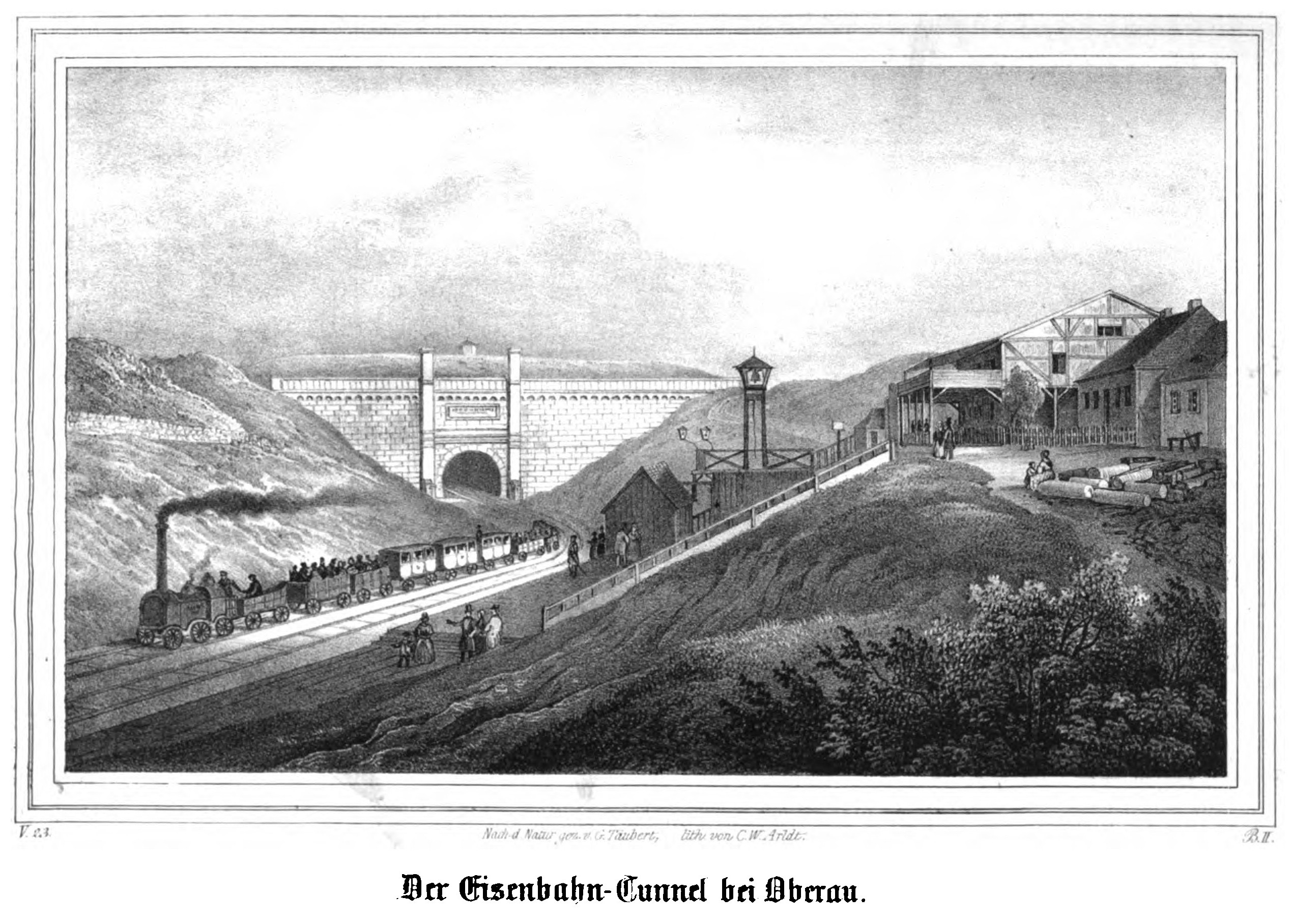
Das Nordwestportal mit dem Bahnhof Oberau (ca. 1840)

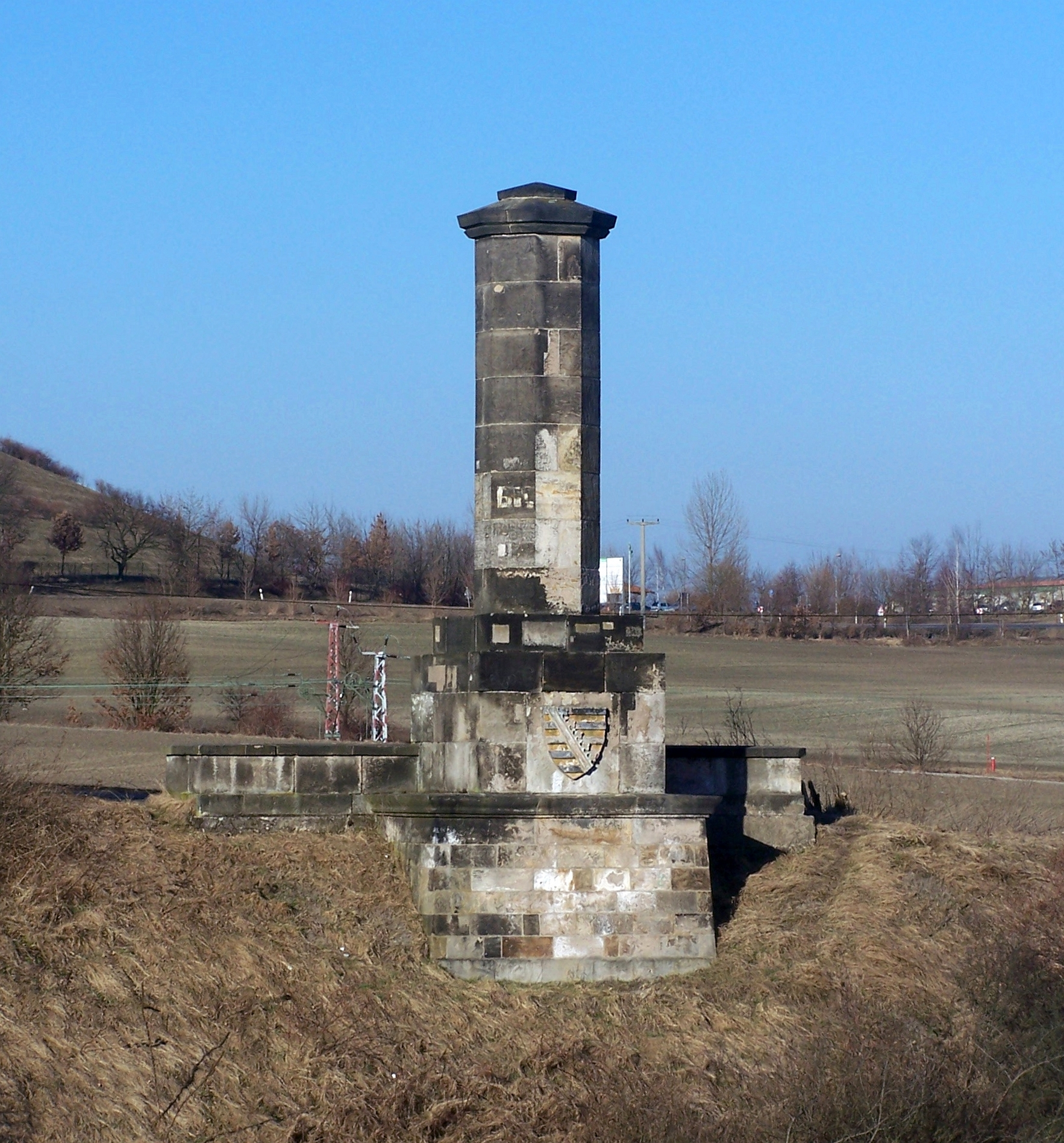
Tunneldenkmal aus dem Originalmaterial der Portalbekrönung

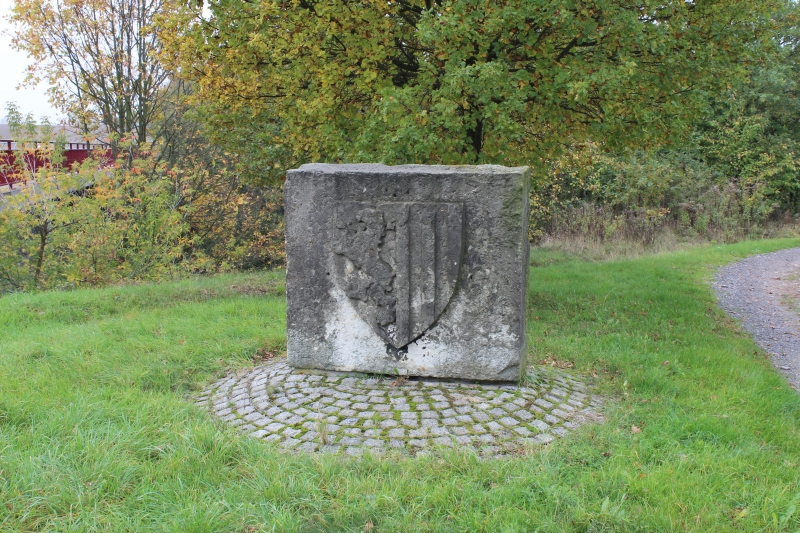
Dresdner Wappen

## Geschichte
Obwohl die Bahnstrecke Leipzig–Dresden durch eher flaches Gelände im nördlichen Sachsen trassiert wurde, musste bei Oberau wegen des Dresdner Elbkesselnordhangs ein Tunnel gebaut werden, weil man damals der Ansicht war, dass Eisenbahnen keine größeren Steigungen überwinden könnten. Zum Vergleich: Die ein halbes Jahrhundert später errichtete und weitgehend parallel verlaufende Bahnstrecke Berlin–Dresden besitzt in diesem Bereich ihre größten Steigungen.
Zur Vorbereitung der Arbeiten wurde vom Oberbergamt in Freiberg der erfahrene Bergbautechniker Christian Friedrich Brendel benannt, um als Sachverständiger den Tunnelbau zu begleiten. Die Arbeiten selbst wurden durch den Obersteiger Schneider schriftlich dokumentiert.
Es wurde nicht von den konzipierten Tunnelportalen aus ins Berginnere gearbeitet. In unterschiedlicher Zahl innerhalb der fast dreijährigen Bauzeit waren Bergleute mit dem Abteufen von vier ca. 20 m tiefen Schächten auf die Tunnelsohle hinab beschäftigt und trieben danach die Tunnelröhre von den vier Örtern nach beiden Richtungen vor. Ursprünglich war geplant, am 1. und 4. Schacht den Tunnel durch Einschnitte im Gelände beginnen zu lassen, doch ergab es sich im Verlaufe der Arbeiten, von beiden Schächten etwa 25 Meter entfernt, die Portale anzusetzen. Der Tunnelbau verlief auch im Querschnitt in Teilschritten, zuerst im Oberteil, die Firste, um von da mit der Zimmerung nachzuziehen. Dann erfolgte von allen senkrechten Schächten der Vortrieb von Röschenörtern bis zum Durchbruch (Durchörterung), um die Entwässerung zu ermöglichen und den Abtransport des Gesteinsschutts zu erleichtern. Zugleich verbesserten sich für die weiteren Arbeiten die Luftverhältnisse. Zeitweilig verlöschten die Grubenlichter bei den Arbeiten und Bergleute litten unter Atemnot. An einigen Stellen war der Wasserandrang so groß, dass man sich für Pumpen und eine Dampfmaschine zum Betrieb der Wasserhebmechanismen entschied. Zum Ende September 1838 waren die Hauptarbeiten vollendet und der Tunnel in der Höhe und Weite ausgehauen. Die Zahl der Belegschaft schwankte während der gesamten Bauzeit zwischen 167 und 694 Mann und fiel in der Endphase auf 52 Beschäftigte. In der intensivsten Phase, Mitte 1837 bis Mitte 1838, waren 240 Häuer und 210 Förderleute hierbei tätig. Ende 1838 beschäftigte das Vorhaben 300 Tagemaurer (ungelernte Kräfte) und 15 Bergmaurer. Die im Tiefbau erfahrenen Bergmaurer wurden in der Funktion des Poliers eingesetzt. Zwei der Schächte dienten später noch für die Tunnelbelüftung. Nach zahlreichen Wassereinbrüchen und einem teilweise brüchigen Deckgebirge wurde der Tunnel komplett mit 8900 m³ Elbsandstein ausgemauert.
Nach Eröffnung der Leipzig-Dresdner Eisenbahn am 7. April 1839 war der hoch über dem Einschnitt des Tunnels gelegene Bahnhof Oberau die nächstgelegene Station für Meißen. Wegen dieser ungünstigen Lage bemühte sich Meißen um einen bequemer zu erreichenden Eisenbahnanschluss und erhielt diesen 1842 mit dem etwa 2,5 Streckenkilometer südlich des Tunnels gelegenen Bahnhof Niederau. Mit der Eröffnung des Bahnhofs Niederau gab die Leipzig-Dresdner Eisenbahn-Compagnie den Bahnhof Oberau am 15. Mai 1842 auf.
Von 1933 bis 1934 wurde der Oberauer Tunnel wegen des zu geringen Lichtraumprofils sowie aufgrund starker Beschädigungen durch Wasser- und Frostwirkung bei laufendem Betrieb aufgeschlitzt. Anstelle des Tunnels verläuft die Bahnstrecke hier in einem Einschnitt. Im Bereich des ehemaligen Tunnels überbrückt heute die Staatsstraße 177 zwischen Radeburg und Meißen die Bahnstrecke.
Im Tunneldenkmal aus dem Originalmaterial der Portalbekrönung wurde das sächsische Wappen, das einst in der Mitte des Portales seinen Platz hatte, wiederverwendet. Das Dresdner Wappen war links platziert und steht heute als Gedenkstein neben
der Straßenbrücke.